# Bartholomeus van der Helst
Bartholomeus van der Helst (1613 – 1670) è stato un pittore olandese.

## Biografia
Talentuoso pittore e ritrattista olandese contemporaneo di Rembrandt. Figlio di un locandiere di Haarlem, Van der Helst si trasferì ad Amsterdam nel 1636 e nello stesso anno prese moglie. Il suo primo ritratto di gruppo fu eseguito per i reggenti dell'Orfanotrofio Vallone nel 1637.
Van Helst divenne presto il pittore più popolare di ritratti in quella città, con i suoi ritratti adulatori nello stile di Anton Van Dyck, uno stile in qualche modo più accessibile di quello apparentemente buio ed introspettivo della tarda produzione del Rembrandt. Persino alcuni degli alunni di Rembrandt, incluso Ferdinand Bol e Govert Flinck, adotteranno negli anni lo stile di Van Helst.

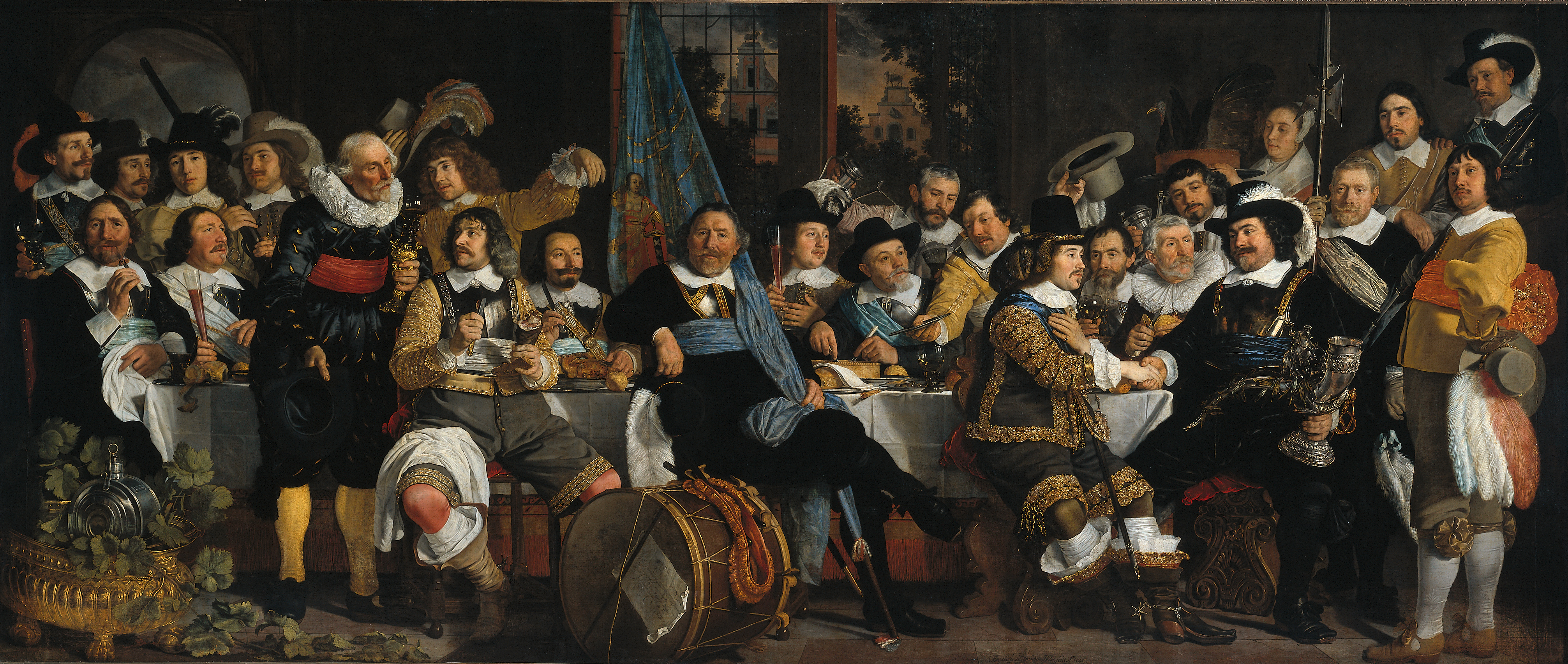
Banquetto della Guardia Civica di Amsterdam in celebrazione della Pace di Münster, dipinto nel 1648, in mostra al Rijksmuseum.

Il suo dipinto più famoso rimane il grande ritratto di gruppo: Banchetto della Guardia Civica di Amsterdam in Celebrazione della Pace di Münster. Dipinto nel 1648, ottenne immediatamente una grande acclamazione popolare. Il grande artista inglese Sir Joshua Reynolds, quando visitò Amsterdam nel 1781,  lodò il quadro definendolo come "forse il migliore e più importante dipinto di ritratti al mondo, intriso di quelle qualità che ne fanno un lavoro perfetto il migliore che io abbia mai visto." Oltre ai ritratti,Van der Helst dipinse anche diverse scene storiche, bibliche e mitologiche.